# Liste der spanenden Fertigungsverfahren
Diese Liste bietet einen Überblick über die spanenden Fertigungsverfahren. Sie ist wie auch die Verfahren in zwei Teile gegliedert: Das Spanen mit geometrisch bestimmter Schneide bezieht sich auf Verfahren, bei denen die Anzahl und Geometrie der Schneiden bekannt ist. Das Spanen mit geometrisch unbestimmter Schneide dagegen bezieht sich auf Verfahren, bei denen weder die Geometrie der Schneiden noch ihre Anzahl bekannt ist.
Beide Teile enthalten die zugehörigen Zerspanungswerkzeuge, Werkzeugmaschinen, erreichbaren Maßgenauigkeiten und Rauheiten sowie die Definitionen nach DIN 8589.
Im zweiten Teil zum Spanen mit geometrisch unbestimmter Schneide wird zusätzlich angegeben, ob die Körner, deren Kanten als Schneiden fungieren, gebunden vorliegen – etwa als Schleifscheibe – oder lose – etwa als Paste. Außerdem wird bei diesen Verfahren noch das Verfahrensprinzip angegeben: Beim Schleifen werden die Körner auf bestimmte Bahnen gezwungen, es gilt daher als bahngebunden. Beim Honen dagegen werden die Honleisten des Werkzeuges mit einer bestimmten Kraft auf das Werkstück gedrückt; es ist also kraftgebunden. Beim Läppen steht den Körnern ein bestimmter Raum zwischen der Oberfläche des Werkstücks und der des Werkzeugs zur Verfügung (= raumgebunden). Beim Strahlspanen wirkt die kinetische Energie, mit der die Körner auf der Werkstückoberfläche auftreffen (= energiegebunden).

## Spanen mit geometrisch bestimmter Schneide
| Verfahren            | Werkzeug                   | Maschine                   | Genauigkeit (ISO-Toleranz / gemittelte Rautiefe Rz)                                | Definition nach DIN 8589 | Sonstiges |
| -------------------- | -------------------------- | -------------------------- | ---------------------------------------------------------------------------------- | --- | --- |
| Drehen               | Drehmeißel                 | Drehmaschine               | IT10-IT7 250-10µm                                                                  | Drehen ist Spanen mit geschlossener (meist kreisförmiger) Schnittbewegung und beliebiger Vorschubbewegung in einer zur Schnittrichtung senkrechten Ebene. Die Drehachse der Schnittbewegung behält ihre Lage zum Werkstück unabhängig von der Vorschubbewegung bei. | Das Werkstück ist ein Drehteil. In der Praxis rotiert meist das Werkstück. |
| Bohren Senken Reiben | Bohrer Senkbohrer Reibahle | Bohrmaschine               | IT14-11 (Bohren) IT5 (Reiben) 250-63µm (Bohren) 25–20 µm (Senken) 10–4 µm (Reiben) | Bohren, Senken, Reiben ist Spanen mit geschlossener kreisförmiger Schnittbewegung, bei dem das Werkzeug eine Vorschubbewegung nur in Richtung der Drehachse erlaubt. Die Drehachse der Schnittbewegung behält ihre Lage zum Werkzeug und Werkstück unabhängig von der Vorschubbewegung bei. | Das Formelement ist eine Bohrung. Wird meist mit rotierenden Werkzeugen ausgeführt, auf Drehmaschinen auch mit rotierendem Werkstück.                                                                    |
| Fräsen               | Fräswerkzeug               | Fräsmaschine               | IT12-IT7 250-16µm                                                                  | Fräsen ist Spanen mit kreisförmiger, dem Werkzeug zugeordneter Schnittbewegung und beliebiger Vorschubbewegung. Die Drehachse der Schnittbewegung behält ihre Lage zu Werkzeug unabhängig von der Vorschubbewegung bei. | Zur Erzeugung ebener und allgemeiner Formen. Der Vorschubrichtungswinkel ändert sich ständig, während er bei den meisten Verfahren konstant 90° beträgt.                                                 |
| Hobeln und Stoßen    | Hobelmeißel                | Hobelmaschine Stoßmaschine | IT12-IT8 250-10µm                                                                  | Hobeln bzw. Stoßen ist Spanen mit schrittweiser, wiederholter, meist geradliniger Schnittbewegung und schrittweiser, zur Schnittrichtung senkrechter Vorschubbewegung. | Sehr unproduktiv, fast vollständig vom Fräsen verdrängt. Wichtige Sondervarianten sind das Wälzhobeln und Wälzstoßen für die Zahnradfertigung.                                                           |
| Räumen               | Räumwerkzeug               | Räummaschine               | IT10-IT8 16-4µm                                                                    | Räumen ist Spanen mit mehrzahnigem Werkzeug mit gerader, auch schraubförmiger oder kreisförmiger Schnittbewegung. Die Vorschubbewegung wird durch die Staffelung der Schneidzähne des Werkzeuges ersetzt. | Sehr produktiv bei komplizierten Nuten. |
| Sägen                | Säge                       | Sägemaschine               |                                                                                    | Sägen ist Spanen mit kreisförmiger oder gerader, dem Werkzeug zugeordneter Schnittbewegung und (beliebiger) Vorschubbewegung in einer zur Schnittrichtung senkrechten Ebene zum Abtrennen oder Schlitzen von Werkstücken mit einem vielzahnigen Werkzeug von geringer Schnittbreite. | Bei Kreissägen ist die Schnittbewegung kreisförmig, der Vorschubrichtungswinkel ändert sich ständig. Bei Band- oder Bügelsägen ist die Schnittbewegung gerade, der Vorschubrichtungswinkel konstant 90°. |
| Feilen Raspeln       | Feile Raspel               | Feilmaschine               |                                                                                    | Feilen bzw. Raspeln ist Spanen mit wiederholter gerader oder kreisförmiger Schnittbewegung und geringer Spanungsdicke mit einem Werkzeug mit Zähnen geringer Höhe die dicht aufeinander folgen. | |
| Bürstspanen          | Bürste mit Metalldraht     | Bürstenmaschine            |                                                                                    | Bürstspanen ist Spanen mit einem Bürstwerkzeug, vorwiegend zur Veränderung der Oberflächenstruktur aber auch der Form von Werkstücken. | Siehe auch unten |
| Schaben Meißeln      | Schaber Meißel             | Maschinenschaber           |                                                                                    | Schaben ist Spanen mit einem Schabwerkzeug (Schaber) zur Veränderung der Werkstückoberfläche, wobei der Schaber entlang der Oberfläche geführt und die Spanungsdicke durch die Anpresskraft gesteuert wird. Meißeln ist Spanen mit geometrisch bestimmter Schneide zur Erzeugung beliebiger Werkstückoberflächen, bei dem die Späne durch Schlagen auf das Werkzeug (Meißel) abgetrennt werden. Dabei wird der Meißel unter einem steilen Winkel zur Werkstückoberfläche angesetzt. | |

## Spanen mit geometrisch unbestimmter Schneide
| Verfahren                                           | Werkzeug                  | Maschine            | Korn     | Verfahrensprinzip         | Genauigkeit (ISO, Rz) | Definition nach DIN 8589 |
| --------------------------------------------------- | ------------------------- | ------------------- | -------- | ------------------------- | --- | --- |
| Schleifen mit rotierendem Werkzeug (kurz Schleifen) | Schleifscheibe            | Schleifmaschine     | gebunden | weggebunden               | IT8-IT1 1 µm | Schleifen mit rotierendem Werkzeug ist Spanen mit vielschneidigen Werkzeugen, deren geometrisch unbestimmte Schneiden von einer Vielzahl gebundener Körner aus natürlichem oder synthetischem Schleifmittel gebildet werden und mit hoher Schnittgeschwindigkeit, meist unter nicht ständiger Berührung zwischen Werkstück und Schleifkorn den Werkstoff abtrennen. |
| Bandschleifen                                       | Schleifband Bandschleifer | Bandschleifmaschine | gebunden | weggebunden               | IT8-IT1 1 µm | Bandschleifen ist Spanen mit vielschneidigen Werkzeugen aus Schleifkörnern auf Unterlage (Schleifband), welches über mindestens zwei rotierenden Rollen umläuft und in der Kontaktfläche durch eine dieser Rollen, ein anderes zusätzliches Stützelement oder auch ohne ein Stützelement an das zu schleifende Werkstück angepresst wird und dessen geometrisch unbestimmte Schneiden mit hoher Geschwindigkeit, unter nicht ständiger Berührung zwischen Werkstück und Schleifkorn, den Werkstoff abtrennen. |
| Hubschleifen                                        | Schleifstein              | Schleifmaschine     | gebunden | weggebunden               | IT8-IT1 1 µm | Hubschleifen ist Spanen mit einem nicht rotierenden Werkzeug, dessen geometrisch unbestimmte Schneiden von einer Vielzahl gebundener Schleifkörner gebildet werden und die durch eine hin und hergehende, im Wesentlichen geradlinige Schnittbewegung (Hub) den Werkstoff abtrennen. |
| Honen                                               | Honahle                   | Honmaschine         | gebunden | weggebunden kraftgebunden | IT4-IT5 0,05–0,2 µm | Honen ist Spanen mit vielschneidigen Werkzeugen, deren geometrisch unbestimmte Schneiden von einer Vielzahl gebundener Körner aus natürlichem oder synthetischem Schleifmittel gebildet werden und unter ständiger Berührung zwischen Werkstück und Schleifkorn den Werkstoff abtrennen. |
| Läppen                                              | Läppmittel                | Läppmaschine        | lose     | raumgebunden              | IT4-IT5 Rt unter 0,5 µm | Läppen ist Spanen mit losem, in einer Flüssigkeit oder Paste verteiltem Korn (Läppgemisch), das auf einem meist formübertragenden Gegenstück (Läppwerkzeug) bei möglichst ungerichteten Schleifbahnen der einzelnen Körner geführt wird. |
| Strahlspanen                                        |                           |                     | lose     | energiegebunden           | | Strahlspanen ist Spanen mit Hilfe von Strahlmitteln, die durch Energieträger im Druck- oder Schleuderverfahren auf die zu behandelnden Oberflächen gestrahlt werden. |
| Gleitspanen                                         |                           |                     | lose     |                           | | Gleitspanen (früher Trommelspanen) ist Spanen, bei dem zwischen Werkstücken und einer Vielzahl von losen Schleifkörnern bzw. einem Schleifmittel unregelmäßige Relativbewegungen stattfinden, die die Spanabnahme bewirken. |
| Bürstspanen                                         | Bürste mit Schleifborsten | Bürstenmaschine     |          |                           | Bürstspanen ist Spanen mit einem Bürstwerkzeug, vorwiegend zur Veränderung der Oberflächenstruktur aber auch der Form von Werkstücken. | Siehe auch oben |